# Percival Clement

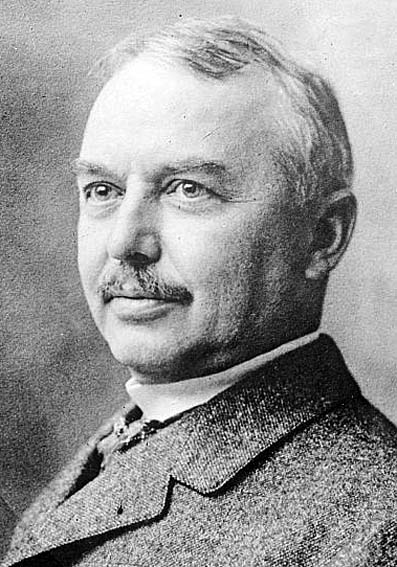
Percival W. Clement

Percival Wood Clement, född 7 juli 1846 i Rutland, Vermont, död 9 januari 1927 i Rutland, Vermont, var en amerikansk politiker. Han var guvernör i delstaten Vermont 1919–1921.
Clement studerade i Hartford och antälldes sedan av familjeföretaget i Vermont. Han gifte sig 1868 med Maria H. Goodwin och paret fick nio barn. Clement var senare verksam som bankdirektör och investerade pengar i järnvägsbolag.
Clement kandiderade först till guvernör år 1902 som republikan, fyra år senare försökte han på nytt som demokrat och bytte sedan parti tillbaka till republikanerna. Till sist fick han tillträda guvernörsämbetet den 9 januari 1919. Två år senare efterträddes han sedan av James Hartness, ytterligare en republikan i en lång räcka av republikanska guvernörer i Vermont. Clements grav finns på Evergreen Cemetery i Rutland.